# Tjystsjanka
Tjystsjanka (vitryska: Чысцянка) är ett vattendrag i Belarus.   Det ligger i voblasten Vitsebsks voblast, i den norra delen av landet, 140 km norr om huvudstaden Minsk.
I omgivningarna runt Tjystsjanka växer i huvudsak blandskog. Runt Tjystsjanka är det ganska glesbefolkat, med 27 invånare per kvadratkilometer.